# Эуфонии
Эуфонии (лат. Euphonia) — род птиц из семейства вьюрковых, ранее относился к семейству танагровых.
Отличия эуфоний от других вьюрковых весьма значительны. Помимо различий в оперении, они в основном не семеноядны, а плодоядны, выкармливают птенцов отрыгнутыми плодами и семенами. Их гнезда с боковым входом, а отличии от обычных для вьюрковых открытых гнезд. Присутствие эуфоний в семействе вьюрковых, большинство представителей которых обитает в Старом Свете, по всей видимости говорит о давно происшедшей значительной межконтинентальной дисперсии и последующей радиации.

## Виды
В состав рода включают 24 вида<:
- Кустарниковая эуфония (Euphonia affinis)
- Буроплечая эуфония (Euphonia anneae)
- Золотобокая эуфония (Euphonia cayennensis)
- Зеленогорлая эуфония (Euphonia chalybea)
- Пурпурногорлая эуфония (Euphonia chlorotica)
- Золотобрюхая эуфония (Euphonia chrysopasta)
- Бархатнолобая эуфония (Euphonia concinna)
- Euphonia cyanocephala
- Эуфония Финша (Euphonia finschi)
- Желтобрюхая эуфония (Euphonia fulvicrissa)
- Euphonia godmani
- Оливковоспинная эуфония (Euphonia gouldi)
- Ласточковая эуфония (Euphonia hirundinacea)
- Венценосная эуфония (Euphonia imitans)
- Ямайская эуфония (Euphonia jamaica)
- Толстоклювая эуфония (Euphonia laniirostris)
- Желтошапочная эуфония (Euphonia luteicapilla)
- Бронзовая эуфония (Euphonia mesochrysa)
- Белобрюхая эуфония (Euphonia minuta)
- Каштановобрюхая эуфония (Euphonia pectoralis)
- Свинцовая эуфония (Euphonia plumbea)
- Рыжебрюхая эуфония (Euphonia rufiventris)
- Оранжевошапочная эуфония (Euphonia saturata)
- Тринидадская эуфония (Euphonia trinitatis)
- Фиолетовая эуфония (Euphonia violacea)
- Оранжевобрюхая эуфония (Euphonia xanthogaster)